# مات وايت
مات وايت (بالإنجليزية: Matt White) هو لاعب كرة قاعدة أمريكي، ولد في 19 أغسطس 1977 في بيتسفيلد في الولايات المتحدة.

## وصلات خارجية
- مات وايت على موقع الدوري الياباني لكرة القاعدة (الإنجليزية)
- مات وايت على موقعبيزبول رفرنس.كوم (الدوري الرئيسي) (الإنجليزية)
- مات وايت على موقع مشجعي الرسوم البيانية (الإنجليزية)